# Andouque
Andouque település Franciaországban, Tarn megyében. Lakosainak száma 391 fő (2022. január 1.). Andouque Crespin, Crespinet, Padiès, Saint-Grégoire, Saint-Jean-de-Marcel, Saint-Julien-Gaulène, Saussenac, Sérénac, Valderiès és Valence-d’Albigeois községekkel határos.

## Népesség
A település népességének változása:
| Lakosok száma | 384  | 390  | 408  | 406  | 407  | 406  | 408  | 400  | 391  |
|               | 2013 | 2015 | 2016 | 2017 | 2018 | 2019 | 2020 | 2021 | 2022 |